# Castiel (Supernatural)
Castiel (Cas) és el nom d'un dels personatges introduïts en la quarta temporada de la sèrie de televisió Supernatural ("Sobrenatural" a Espanya), sent el primer àngel presentat en la història (o almenys el primer que es presenta com un). Interpretat per l'actor nord-americà Misha Collins.
A diferència d'una imatge estereotipada dels àngels de la televisió, Castiel no sempre ajuda a la gent, i està disposat a matar a innocents (o no), si és necessari. Els crítics i els afeccionats van respondre molt favorablement al personatge. En resposta, els creadors del programa van ampliar el seu paper en la sèrie, convertint-lo en part de l'elenc principal en la cinquena i sisena temporades. Després va tornar a aparèixer com a 'estel convidat especial' en les temporades setena i vuitena, però en la novena temporada es recupera el personatge de Castiel tornant de nou com a personatge principal del repartiment regular, i seguint així punt en la desena com en la desena primera i l'actual (la 12).

## Participació del personatge
Castiel és un àngel que rescata a Dean Winchester de l'infern. Intenta comunicar-se amb ell dues vegades després de la seva resurrecció, però no pot a causa que va assumir incorrectament que Dean podria tolerar el poder de la seva veritable veu.
Més endavant, es presenta a Dean dins del cos d'un amfitrió humà: Jimmy Novak, i li diu que el va salvar perquè Déu té un treball per a ell. No obstant això, Dean és escèptic, encara que Bobby i Sam creguin que el que diu Castiel és veritat, ja que no hi ha un altre ésser que pugui treure una ànima de l'infern i que sigui també immune a tots els mètodes coneguts de matar a criatures sobrenaturals.
Després dels esdeveniments de l'episodi Are You There God? It's Em, Dean Winchester, Castiel apareix davant Dean una vegada més, felicitant-lo per ocupar-se dels testimonis. Dean està enfadat amb ell per saber el que estava passant i no ajudar-los. L'àngel li explica que estava en el camp de batalla, i com els testimonis són amb prou feines un dels 66 segells, els quals Lilith està trencant per alliberar a Llucifer., alguna cosa que estan intentant parar costi el que costi. Quan es farta dels insults de Dean, Castiel li diu a Dean que “sis dels seus germans” havien mort aquesta setmana, i si Dean no volia ser enviat de nou a l'infern, hauria de mostrar-li major respecte.
En l'episodi In the Beginning, Castiel envia a Dean al passat al moment en el qual Azazel havia fet un pacte amb Mary Winchester per demostrar a Dean tot el que els àngels sabien del pla del dimoni. No obstant això, admet que desconeixen la meta principal que Azazel té per als seus nens psíquics. Quan Castiel retorna a Dean al present, li diu que no estan segurs del lloc de Sam en el pla de Azazel i que s'està ficant en un camí perillós, en el qual ni ell ni els altres àngels sabien on acabaria, i li explica que Sam, s'havia anat aquesta nit amb Ruby. Castiel li diu a Dean on es troba el seu germà i li dona un ultimàtum: O fa que Sam pari d'usar els poders que li va atorgar Azazel, o l'aturaran els àngels.
En l'episodi It's the Great Pumpkin, Sam Winchester, Sam coneix a Castiel en persona per primera vegada, així com un altre àngel, Uriel. Sam està molt emocionat per veure als àngels, Castiel vacil·la però després d'uns instants accepta estrènyer la seva mà. Els explica qui és la bruixa que els germans estaven caçant, advertint-los que estava intentant trencar inconscientment un dels 66 segells.
Els revela que els àngels no poden permetre que un altre segell sigui destruït, i per això porten a un àngel “especialista”, Uriel, per destruir violentament el poble sencer en un esforç de destruir a la bruixa. Pertorben a Dean i Sam incapaços de comprendre semblant mètode, Dean intenta eventualment convèncer-los d'una altra manera rebutjant la petició de sortir de la ciutat. Sent importants per al cel, i aparentment per a Déu, els àngels no s'atrevirien a matar-los. Castiel, apareixent ja renuent a realitzar les seves suposades ordres, permet que Dean faci el que desitja. En una conversa més íntima amb Uriel, ell renya al seu soci pels insults cap a la humanitat que insulta referint-s'hi com a “micos del fang”, i li diu que han de continuar seguint les seves “veritables ordres.” Després que els germans Winchester vencen al dimoni Samhain, Castiel li fa a Dean una altra visita, revelant-li que les seves ordres veritables eren seguir les seves ordres. Ell llavors diu a Dean que considera als éssers humans com a “obres d'art,” sent creacions del seu pare, i que resava que ell triaria salvar la ciutat. Castiel confessa a Dean per primera vegada, que té dubtes, que ja no sap què és en veritat el correcte i quin és la veritat de les coses. Castiel s'acomiada de Dean amb un advertiment que l'infern seria portat a la terra si fallen en la seva missió d'impedir l'alliberament de Llucifer, i que no sent cap enveja de la responsabilitat que ha estat posada en les espatlles del caçador.
En l'episodi 'I Know What You Did Last Summer', Castiel torna amb Uriel buscant a Anna Milton, una noia amb una capacitat especial de sentir totes les comunicacions entre els àngels. Planegen matar a la noia, encara que per raons que van més enllà de la comprensió inicial dels germans. Es revela més endavant en l'episodi "Heaven and Hell" que Anna va ser una vegada un àngel, i que ella va superar en rang a Castiel de la mateixa forma que ell està sobre Uriel. Així, no només podria ella ser interrogada per l'infern sobre el que pot sentir, però també del que sap ja del Cel. Encara que el grup va aconseguir escapar, els dos àngels els segueixen eventualment amb la informació d'un Dean amenaçat. l'havien amenaçat d'enviar-lo de nou a l'infern, i encara que ell encara es va oposar, es va rendir eventualment quan van amenaçar matar també a Sam. És Uriel i no Castiel qui acudeix a lliurar a Dean aquest missatge, Uriel explica aquesta situació confessant-li a Dean que Castiel té una feblesa, i és que Dean li agrada. Una vegada allí, Castiel expressa dolor a haver de matar a Anna. Ella fredament li va contestar que ell no podria sentir el poder complet d'aquesta emoció. Abans que puguin dur a terme el seu deure, són enfrontats per Alastair i dos dels seus dimonis. Una lluita es deslliga, i Castiel procura destruir a Alastair mentre que Uriel es desfà dels altres. Desafortunadament, Alastair prova ser molt més fort que Castiel, i no només rebutja els poders de l'àngel, sinó que el colpeja fàcilment i el deixa en el terra d'un sol cop. El dimoni llavors comença a pronunciar un encanteri de propòsit desconegut, que sembla bastant poderós en provocar por en Castiel. No obstant això Dean el salva, i llavors tots es protegeixen quan Ana recupera els seus poders. Encara que Uriel expressa la seva ira en Dean, Castiel, agraït amb Dean per haver-lo salvat, deté al seu subordinat i marxa.
Mesos després, Castiel usant la veu de Bobby Singer adverteix a Sam sobre un dels segells que està en perill de ser trencat. Després que el segell és salvat i els germans estan separats, Alastair confronta a Dean. No obstant això, Castiel arriba a temps i captura al dimoni. Després de diversos dies d'interrogació no aconsegueixen extreure-li informació al dimoni especialment quan li pregunten sobre com els dimonis estan matant àngels. Castiel i Uriel es veuen forçats a demanar-li a Dean que torturi a Alastair. Castiel no sembla molt feliç que Dean ho faci, però Uriel, qui ara és el superior dels dos, insisteix que Dean té experiència.
A través de misterioses circumstàncies, Alastair aconsegueix escapar del parany del diable col·locada per Castiel i fereix de gravetat a Dean. Castiel intervé una vegada més, però no pot fer res contra Alastair. Sam apareix i utilitzant els seus poders dimoníacs mata a Alastair abans que aquest mati a Castiel, després de fer-li confessar que no són els dimonis els qui estan matant àngels.
Sospitós de la fuita de Alastair, Castiel confronta a Uriel i li demana que li digui la veritat. Uriel admet que ell no és com Castiel i que ell està treballant per alliberar a Llucifer, que ell és qui ha estat matant àngels perquè l'única cosa que pot matar a un àngel és un altre àngel (o més concretament la seva espasa angelical). Uriel li demana a Castiel que s'uneixi a ell, però Castiel refusa. Tots dos comencen una batalla en la qual Uriel està a punt de vèncer i matar a Castiel, però Anna li salva matant a Uriel. Després, Castiel visita a Dean a l'hospital, on li diu que Dean va ser qui va trencar el primer segell i, per tant, ell és l'única persona que pot evitar l'apocalipsi. Dean, qui està destrossat per saber que és qui va començar tot això, li diu a Castiel que es busqui a un altre heroi, ja que ell no és suficientment fort per fer-ho.
En l'episodi 'The Monster At The End Of This Book' Dean finalment es trenca i prega per ajuda quan un profeta preveu que Sam es deixarà seduir per Lilith. Castiel apareix i, encara que no pot ajudar-lo directament, trenca les regles donant-li una pista sobre la forma de salvar a Sam explicant que si un profeta està en perill, un arcàngel apareixerà violentament a protegir-lo. Dean utilitza aquesta informació per obligar Lilith a fugir.
Ell torna en l'episodi 'The Rapture', entrant en els somnis de Dean indicant que ha de dir-li alguna cosa important. Encara que, quan Sam i Dean van a reunir-se amb ell, en lloc d'ell troben a Jimmy Novak, l'amfitrió de Castiel, que diu tenir pocs records de la seva vida com a àngel.
Anna creu que les accions de Castiel han de tenir "enutjat" a un dels seus superiors, que l'han obligat a tornar de nou al Cel. Quan Jimmy se sacrifica al final de l'episodi tractant de salvar a la seva família dels dimonis, torna Castiel, tenint a la filla de Jimmy com el seu nou recipient amfitrió. Després que els dimonis són assassinats, abans de morir, Jimmy li demana a Castiel que torni a entrar en el seu cos a fi que la seva filla pugui tenir una vida normal i no hagi de viure com el recipient d'un àngel.
Dean llavors li pregunta què era el que necessitava dir-li, però Castiel li respon fredament que la seva lleialtat és per al Cel, no per a la humanitat i sobretot no per a Dean.
En l'episodi 'When The Leeve Breaks' Dean pren el jurament de fidelitat a Déu i els seus àngels, i Castiel li diu que està per arribar l'hora en què haurà de seguir les ordres de Déu sense qüestionar-les. Més endavant en l'episodi, Castiel allibera a Sam que s'estava desintoxicant de la sang de Dimoni a la cambra del Pànic de Bobby. Quan Anna s'enfronta a ell sobre les seves accions, altres àngels apareixen i la capturen.
En l'episodi 'Llucifer Rising', mentre Sam es troba buscant a Lilith, els àngels tanquen a Dean en una idíl·lica habitació. Allí Zachariah informa a Dean que serà tan còmode com sigui possible, perquè volen que estigui segur i relaxat pel que ha de venir. Dean es nega a romandre inactiu, i contínuament sol·licita veure a Sam. Castiel es nega.
Més tard, Dean descobreix que el pla dels àngels és que Sam trenqui l'últim segell i iniciï l'apocalipsi. Dean implora a Castiel que l'ajudi a arribar a Sam i evitar que el segell final es trenqui, l'àngel es nega i marxa. No obstant això, les supliques de Dean aconsegueixen convèncer a l'àngel que moments després torna disposat a ajudar. L'àngel usa un encanteri per enviar de tornada al cel a Zachariah. I després agafa a Dean per veure al Profeta Chuck, que coneix la ubicació de Sam.
A causa que tots dos estan pertorbant el previst en l'Evangeli de Chuck, un arcàngel comença a descendir. Castiel envia a Dean amb Sam, mentre que ell tria romandre allí per entretenir a l'arcàngel.
En la cinquena temporada es revela que Castiel va ser assassinat per Rafael, però Déu el va retornar a la vida. Després d'això Castiel decideix iniciar la seva cerca de Déu, ja que és l'únic que pot detenir a Llucifer.
En aquesta cinquena temporada ell es rebel·la contra el Cel, al mateix temps intenta buscar a Déu, i d'una manera s'arriba a involucrar més en els assumptes humans.
En la temporada cinc, quan els Winchester van a trobar-se amb Zacarias, aquest usa un encanteri que envia als àngels a un altre lloc en el seu propi cos, per la qual cosa perd els poders i acaba en un hospital com un humà més.
En la Sisena temporada, Castiel va canviant el seu humor, distraient-se i tornant-se més "humà", en una ocasió acaba veient una tros d'una pel·lícula porno davant de Dean i Sam perquè era el que hi havia a la televisió (episodi 10), al final d'aquest capítol besa a Meg, després de quedar tancats en un parany de Crowley, que els envia als gossos de l'infern. Es torna més humà en l'episodi "Appointment in Samara".
No obstant això, en els capítols finals de la sisena temporada, es mostra que Crowley i ell van estar treballant junts tot aquest temps. En el capítol final, sense esforç, elimina a Baltazar perquè aquest l'havia traït donant-li informació als caçadors i al final elimina a Rafael, un altre dels seus aliats. Tot això s'aconsegueix a causa que hauria absorbit les ànimes del purgatori juntament amb els anomenats 'Leviatans' per ser posseïdor de bastant poder com per governar el Cel, la qual cosa l'hauria corromput, fins al punt que es proclama el nou Déu. Textualment els va dir a Dean, Sam i Bobby: "agenolleu-vos davant meu, o us destruiré"
Després d'haver-se alimentat de les ànimes del purgatori, fa de "Déu" durant un temps, i finalment esclatar per l'enorme poder i pressió que els Leviatans que van quedar dins del seu recipient suposaven per al cos amfitrió de l'àngel, aquest mor en el primer capítol de la setena temporada per aparentment tornar en el capítol disset "The Born-Again Identity" (La identitat del renascut), només que canviat. Ara Castiel no reconeix la seva identitat, l'explicació de la seva reaparició, que les seves restes van viatjar per un riu (sent 'ressuscitat' per Déu, pel que sembla) fins a ser trobat per una jove dona (Daphne Allen). Ella va cuidar d'ell durant mesos, convertint-se poc després en la seva futura esposa en l'època en què es va mantenir amb amnèsia. Amb el nom de Emanuel, Castiel va passar mesos portant una vida d'humà qualsevol, amb la peculiaritat que els seus poders s'havien mantingut intactes. La resta de caçadors, sense conèixer l'existència dels àngels, s'havien acostat a ell, fent-li tota classe de proves per conèixer qui era aquest misteriós remeier que tenia, entre altres facultats (com la de veure l'autèntic rostre dels dimonis), la de poder guarir als humans de gairebé qualsevol mal físic i mental. Sense cap resposta del perquè de les seves habilitats, Castiel o com ara se'l coneixia Emanuel, es dedicava a viure una vida tranquil·la amb la seva nova esposa, guarint a malalts que anaven a buscar el seu consell. La gent que acudia a ell el prenien per un sanador amb un do diví, sense saber quanta raó portaven en realitat.
Entretant, la 'paret' mental de Sam Winchester per oblidar tot el que havia sofert en la 'caixa' s'havia esquerdat per complet. Ara el jove tenia al·lucinacions constants, veient a Llucifer fent atrocitats per tot arreu. Després de dies sense dormir, turmentat pel seu propi subconscient, és internat en un centre psiquiàtric. Dean Winchester, el seu germà major, estava clarament desesperat. Sabia que havia d'existir una forma d'eliminar el dolor del seu germà així, sense ningú més a qui acudir, va demanar ajuda a altres caçadors els quals li van parlar d'un remeier anomenat 'Emanuel' (Castiel, sofrint amnèsia). Dean va a la recerca d'aquest suposat remeier, matant en el seu camí a uns dimonis que tenien segrestada a la dona d'aquest. A la seva trobada ve finalment Emanuel, el qual accepta a ajudar-lo. Quan el caçador veu a l'àngel clarament li canvia el rostre, sentint-se feliç encara que sense poder fer-li capaç d'abraçar al seu amic ara que no recorda res del seu passat. En el viatge de carretera de tornada li explica el que havia fet 'Castiel' en el passat, parlant-li així a l'àngel de si mateix com si fos una tercera persona, intentant d'alguna manera que recordi sense confessar res directament.
Va ser en la parada d'una gasolinera quan es topen amb Meg, la qual força a Dean a incloure-la en el grup si no vol que li confessi tota la història a Cass. Tot el pla d'ocultar-li el seu passat es va enfonsar quan van arribar a l'hospital on Sam havia ingressat. Estava totalment envoltat de dimonis, coneixedors que un Winchester havia estat tancat; disposats a aprofitar l'oportunitat. Forçat per la impossibilitat de matar-los a tots usant les mans, Dean és obligat per Meg a confessar-li la veritat a l'àngel. Aquest, sense recordar encara el seu passat accepta la responsabilitat que la seva condició com ser diví comporta, enfrontant-se ell només a tota aquesta legió de dimonis; recuperant en el procés tots i cadascun dels seus records. Castiel, horroritzat per totes les males accions que havia fet. El genocidi en el Cel, i la resta de bogeries, intenta anar-se'n. No obstant això, Dean el convenç perquè els acompanyi dins i salvi al seu germà. A l'interior de l'edifici arriben just a temps per salvar a Sam d'un dimoni que estava a punt d'aplicar-li teràpia de electro-xoc fins a la mort, sent ara el torn de l'àngel per esforçar-se tractant de salvar-lo amb els seus poders. Sense cap resposta, en estar el mur totalment derruït, Castiel troba la seva redempció demanant disculpes als nois i prenent la malaltia de Sam per a si. D'aquesta manera roman internat a l'hospital psiquiàtric, tenint a la dimoni Meg (infiltrada fent el paper d'infermera) com a cuidadora mentre els Winchester s'encarreguen de la caça.
Uns mesos després (quan els Winchester descobreixen la paraula de déu) desperta però amb una personalitat pacifista i relaxada. Lliurant als Winchester un flascó amb la seva sang per realitzar el ritual necessari per matar a Richar Roman. Quan Richar mor va ser enviat al Purgatori, al costat de Dean.
En els primers episodis de la vuitena temporada se'l pot observar fugaçment en alguns records de Dean quan ells estaven en el Purgatori, al costat de Benny. Després Dean comença a veure'l al món humà, la qual cosa indica que Castiel va aconseguir escapar del Purgatori.

### Poders i habilitats
Com un àngel del Senyor, Castiel és un ser molt poderós. El simple fet de percebre l'aparença física del seu veritable "rostre" és tan aclaparant que és capaç de cremar els ulls d'una persona, fins i tot d'aquelles que estan posseïdes per un dimoni. I la seva veritable veu és capaç de trencar els timpans de qui l'escolti. No obstant això, segons Castiel, algunes "persones especials" són capaces de tolerar la seva veritable aparença i veu. Pel que sembla, és possible protegir-se enfront de tals danys personals tapant-se els ulls en la presència d'un àngel. Castiel sembla capaç de projectar almenys una part del seu veritable ser, com es veu al final de l'episodi "Lazarus Rising", quan mostra les ombres de les seves ales a Dean com a prova que en realitat és Un àngel.
Castiel posseeix sorprenents poders, encara que les seves capacitats no són aparentment il·limitades. És pel que sembla immortal, i és invulnerable als danys mortals. No obstant això, poderosos dimonis com Alastair el poden ferir o enviar de tornada al cel. De manera similar a un dimoni, és capaç de posseir un ésser humà i utilitzar plenament el cos, no obstant això, al contrari que els dimonis els àngels necessiten el permís de l'ésser humà al que van a posseir. També posseeix l'habilitat de desaparèixer i aparentment materialitzar-se del no-res. Encara que normalment sembla tractar d'evitar la lluita, és un molt formidable oponent quan és necessari batallar. Posseeix la capacitat de matar o exorcitzar a un dimoni, simplement col·locant el palmell de la mà en el front de qui és hoste. Encara que poderosos dimonis com Alastair poden ser immunes a un atac d'aquest tipus. Castiel normalment s'ocupa dels éssers humans molests en tocar els seus fronts, el resultat del que és la inconsciència immediata. També posseeix la capacitat de viatjar en el temps, la qual li permet teletransportar-se a si mateix i a altres a través del temps, encara que li és impossible canviar el passat. Aquesta habilitat li consumeix molta energia especialment si porta gent al passat, com es veu en el capítol The Song Remains The Same, en el qual queda inconscient per gairebé cinc dies, en portar a Sam i a Dean. A part d'això, també té l'aparent habilitat de guarir ferides i malalties de gran gravetat, encara que es desconeix si és capaç de produir-les.
En la cinquena temporada perd els seus poders en usar sobre si mateix un segell que envia als àngels de tornada al cel. Encara que més tard després de ser assassinat per Llucifer, Déu el porta de tornada amb poders i habilitats millorades. Com per exemple la de ressuscitar a la gent sense un gran esforç (cosa que fa amb Bobby).
Al final de la temporada 8 Castiel perd la seva gràcia convertint-se en humà i perdent tots els seus poders. Encara que aconsegueix recuperar la seva gràcia que Metatron va amagar en una biblioteca.